# Novyj Oskol
Novyj Oskol (rusky Новый Оскол) je město v Bělgorodské oblasti v Rusku, žije zde 18 359 obyvatel (2021).

## Geografie
Město se nachází asi 110 km východně od oblastního města Bělgorodu, na levém břehu řeky Oskol, levého přítoku Severního Doněce, který se vlévá do Donu.
Novyj Oskol je okresním městem stejnojmenného okresu.

## Historie
V roce 1617 byla na soutoku řek Belokoloděc a Oskol zahájena výstavba pevnostního města, které se mělo stát součástí tzv. Bělgorodské pevnostní linie na jižních hranicích Ruského carství. V roce 1637 zde byl založen stálý ostroh s několika záseky, který byl pojmenován Carjov Aleksejev na počest následníka trůnu careviče Alexeje Michajloviče. V roce 1647 byla osada povýšena na město.
Roku 1655 získalo město současný název Novyj Oskol.
Po celé 17. století bylo město důležitou obrannou pevnostní proti loupeživým nájezdům Krymských Tatarů.
Na začátku 18. století ustaly tatarské nájezdy a město ztratilo svůj vojenský význam. Stalo se z něho centrum hustě obydlené oblasti. V roce 1896 byla do města zavedena železnice, která ho spojovala s Donbasem a průmyslovým centrem Ruska.
Během druhé světové války byl Novyj Oskol 3. července 1942 obsazen německými vojsky a dobyt zpět byl 28. ledna 1943 jednotkami Voroněžského frontu Rudé armády.

## Hospodářství
Ve městě je rozvinutý potravinářský průmysl (drůbežárna, továrny na máslo a konzervárny).
Novyj Oskol se nachází na železniční trati Moskva - Jelec - Valujki.